# Venus de Berejat Ram
L'anomenada Venus de Berejat Ram (o Berekhat Ram) és una possible figura antropomorfa de tot just 3,5 cm de longitud, suposadament "elaborada" en roca volcànica vermellosa en part desgastada per l'erosió, en part amb incisions artificials.
Va ser descoberta per Alexander Marshack al 1981, a Mas'adah, al peu del mont Hermon, una regió propera als Alts del Golan (entre Israel, Líban, Jordània i Síria), i se li ha atribuït, amb bastant seguretat, una antiguitat d'entre 250.000 i 280.000 anys, per mitjà d'una capa de cendra immediatament superior, datada en 230.000 anys, en un context acheulià.
L'elaboració hauria consistit, com s'ha esmentat, en una sèrie d'incisions realitzades amb un utensili lític afilat (segons demostren els estudis traceològics): una d'elles, a la part més estreta i arrodonida, sembla configurar el cap, altres dues semblen correspondre als braços. Si és cert, malgrat la seva tosquedat i que pugui posar-se en dubte el seu antropomorfisme, quedaria demostrat que la peça va ser treballada per algun ésser humà, segurament Homo heidelbergensis. Si a més es pogués demostrar la intenció de crear una representació humana, seria, doncs, el testimoni més antic i més clar d'art paleolític i, concretament, de les venus paleolítiques.
No obstant això, els últims estudis semblen decantar-se per la idea que aquest objecte és totalment natural, o que, en manipular, no hi va haver intencionalitat artística, tot i que encara no hi ha res segur sobre això.